# Mushroom Records
Mushroom Records er et australsk pladeselskab dannet af Michael Gudinski og Ray Evans i Melbourne i 1972. Efter salget i 1998 fusionerede det til Festival Mushroom Records. Fra 2005 til 2009, er det et af de pladeselskaber, der drives af Warner Bros. Records.